# Vine, Zagorje ob Savi
Vine este o localitate din comuna Zagorje ob Savi, Slovenia, cu o populație de 21 de locuitori.